# Stadio olimpico del ghiaccio
Lo stadio olimpico del ghiaccio è un impianto sportivo polivalente per le discipline sul ghiaccio, di Cortina d'Ampezzo (Provincia di Belluno). Realizzato per i VII Giochi olimpici invernali disputati nel 1956 nella località veneta, durante l'evento ha ospitato le cerimonie di apertura e di chiusura, gran parte degli incontri del torneo di  hockey su ghiaccio (compresa la finale per l'assegnazione del titolo) e gli eventi di pattinaggio di figura. Con l'assegnazione congiunta a Milano e Cortina dei XXV Giochi olimpici invernali del 2026, lo stadio ospiterà gli incontri dei tornei di curling, con il nome di Cortina Curling Olympic Stadium.

## Storia

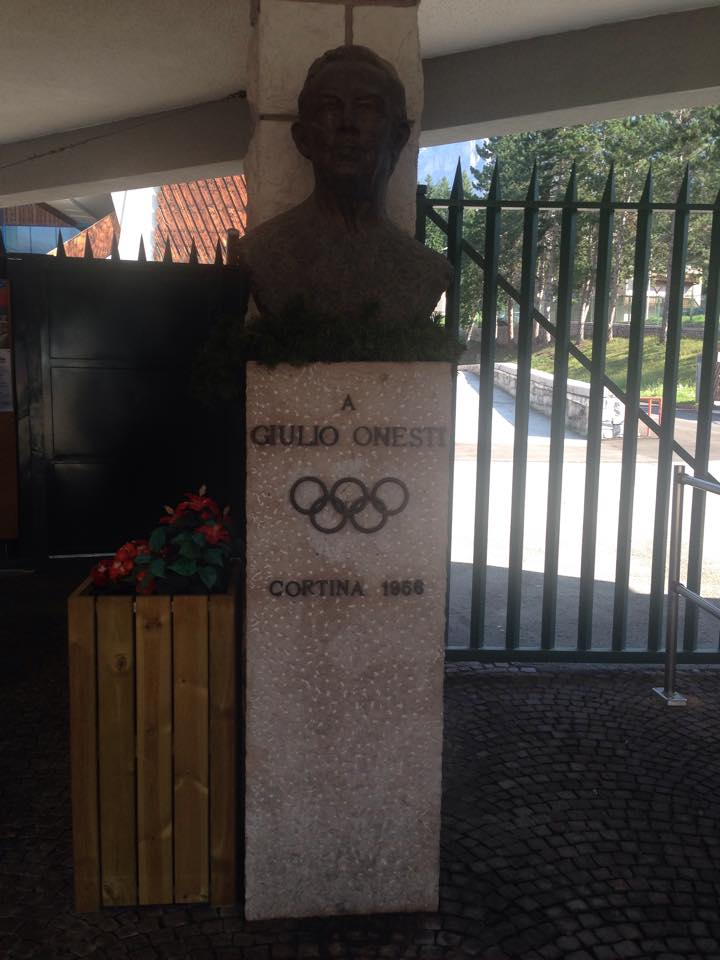
Il busto dedicato a Giulio Onesti, Presidente del Coni 1946-1978, posto all'entrata dell'impianto.

L'impianto fu costruito dall'impresa Viviani Donato e figli di Cornuda, Treviso, tra il 1952 ed il 1955, su progetto dell'ingegnere M. Ghedina, degli architetti Nalli e Uras, e dell'ingegnere Carè (calcolo cementi armati).
Venne costruito per ospitare le cerimonie di apertura e chiusura e le discipline sportive del ghiaccio dei VII Giochi olimpici invernali del 1956, i primi a essere trasmessi in televisione. Durante i giochi il sito non aveva tetto, infatti nel 1981 si è provveduto a coprire la pista di pattinaggio dello stadio, ma in tal modo si è persa la visuale che gli spalti avevano sulla valle. Il problema principale per cui si provvedette a coprire lo stadio erano le copiose nevicate che aumentavano i costi di gestione dell'impianto, per lo spazzamento della neve sulla pista e sugli spalti, per garantirne la fruibilità. 
Tra il 2007 ed il 2009 vi è stato un rilevante intervento di ristrutturazione dell'impianto che si è esteso su una superficie di 7.000 metri quadrati.
Con l'assegnazione dei XXV Giochi olimpici invernali congiuntamente a Milano e Cortina d'Ampezzo, dal 4 al 22 febbraio 2026 l'impianto ospiterà tutti i tornei di curling, comprese le finali per l'assegnazione delle medaglie, acquisendo temporaneamente il nome Cortina Curling Olympic Stadium.

## Cultura
Lo stadio è famoso al grande pubblico, oltre che per essere stato sede di Giochi Olimpici, anche perche fu mostrato nel film di James Bond del 1981 Solo per i tuoi occhi, dove Bond (interpretato da Roger Moore) ha incontrato il malvagio Aris Kristatos (Julian Glover), dove Kristatos (il vero cattivo) cerca di ingannare Bond nel perseguitare e uccidere il suo rivale Milos Columbo (Topol).

## Concerti
- 21 agosto 2009 - Diluvio universale tour degli Stadio